# Kanton Le Theil
Le Theil is een voormalig kanton van het Franse departement Orne. Het kanton maakte deel uit van het arrondissement Mortagne-au-Perche.
Het werd opgeheven bij decreet van 25 februari 2014, met uitwerking op 22 maart 2015. De gemeenten werden opgenomen in het op die dag gevormde kanton Ceton.

## Gemeenten
Het kanton Le Theil omvatte de volgende gemeenten:
- Bellou-le-Trichard
- Ceton
- Gémages
- L'Hermitière
- Mâle
- La Rouge
- Saint-Agnan-sur-Erre
- Saint-Germain-de-la-Coudre
- Saint-Hilaire-sur-Erre
- Le Theil (hoofdplaats)